# 劇場版 動物戰隊獸王者 心跳不已 馬戲團恐慌！
《劇場版 動物戰隊獸王者 心跳不已 馬戲團恐慌！》（日语：劇場版 動物戦隊ジュウオウジャー ドキドキサーカスパニック!），是日本特攝節目《動物戰隊獸王者》於2016年8月6日上映的劇場版作品。
此外《假面騎士Ghost》劇場版《劇場版 假面騎士Ghost 100個眼魂與Ghost命運的瞬間》同步上映。

## 概要
- 本作集結了歷代超級戰隊的相關元素及彩蛋。
- 本作為《超級戰隊系列》第40部紀念劇場版作品。
- 本作繼《百獸戰隊牙吠連者VS超級戰隊》、《劇場版 百獸戰隊牙吠連者 怒吼吧，火山》、《轟轟戰隊冒險者 THE MOVIE 最強的密寶》、《轟轟戰隊冒險者VS超級戰隊》、《豪快者 護星者 超級戰隊199英雄大決戰》、《海賊戰隊豪快者 The Movie 飛天幽靈船》後，東映第七部為紀念《超級戰隊系列》誕生的電影作品。
- 本作繼《劇場版 獸電戰隊強龍者 GABURINCHO OF MUSIC》第二次出現編號為0號的戰力機體；亦是繼該前作再次出現能進行強制合體的戰力機體。

## 故事
自稱是宇宙大馬戲團團長的德米德魯，突然闖入由獸人組成的人氣馬戲團，綁架了馬戲團和觀眾席中的小朋友們，要以孩子的哭聲為能量、大肆破壞地球！但孩子們可不會就此認輸，他們以馬戲團成員神鷹獸人之子貝魯魯為首，鼓起勇氣對抗惡勢力！而風切大和以及4名獸人也對德米德魯的行為大為光火，動物戰隊獸王者再度出動！

## 登場人物

### 動物戰隊獸王者
風切大和 / 獸王鷹(獸王猩)
塞拉 / 獸王鯊
雷歐 / 獸王獅
塔斯克 / 獸王象
亞姆 / 獸王虎
門藤操 / 獸王世界
森真理夫
風切大和的舅父。

### 本作登場人物
貝魯魯（CV:笹野鈴鈴音）
宇宙馬戲團的成員。
德米德魯（人類型態：吉村崇；怪人形態：吉村崇聲+岡元次郎皮套演出）
宇宙馬戲團的團長。

## 戰力

### 獸王方塊 / 動物合體

#### 方塊神鷺（キューブコンドル，Cube Condor）
【基本資料】
| 方塊神鷺性能設定 | 方塊神鷺性能設定 | 方塊神鷺性能設定 | 方塊神鷺性能設定 | 方塊神鷺性能設定 | 方塊神鷺性能設定 | 方塊模式 | 方塊模式 | 方塊模式 |
| 全高             | 全幅             | 全長             | 重量             | 時速             | 馬力             | 長       | 寬       | 高       |
| ---------------- | ---------------- | ---------------- | ---------------- | ---------------- | ---------------- | -------- | -------- | -------- |
| 13.0m            | 35.5m            | 34.5m            | 800t             | 馬赫1            | 700萬馬力        | 13.0m    | 13.0m    | 13.0m    |

獸王神鷹的機組，神鷺造型的機械獸於歸來篇再次登場。

### 神鷹狂野0 · 5 · 4（コンドルワイルド0 · 5 · 4，Condor Wild）
【基本資料】
| 機體高度 | 機體寬度 | 機體厚度 | 機體重量 | 機體航速 | 機組力量輸出 |
| -------- | -------- | -------- | -------- | -------- | ------------ |
| 44.5m    | 34.5m    | 11.0m    | 2000t    | 500km/h  | 1700萬馬力   |

由方塊神鷹、方塊虎、方塊象合體的巨大機器人，為本作中登場的特殊型態，後於歸來篇再次登場。
必殺技為從空中連射拳狀的能量彈「神鷲火箭拳擊」。

## 歷代戰隊的相關彩蛋
| 彩蛋                                  | 備註 |
| 剛快餐 スナックゴン                   | 『秘密戰隊五連者』中五連者的總司令・江戸川權八所經營的快餐店。 在街頭的看板上出現。                                                                 |
| Penta Force ペンタフォース            | 『戰鬥狂熱 J』中登場的Commando Bat（コマンドバット）合體必殺武器。                                                                                  |
| 小吃動物園 スナックサファリ           | 『太陽戰隊太陽火神』中太陽火神的長官・嵐山大三郎所經營的咖啡廳。 在宇宙馬戲團廣告中以「贊助」記載。                                                 |
| 夢野發明中心 夢野発明センター         | 『科學戰隊炸藥人』中炸藥人的總司令・夢野久太郎所經營的設施。 同樣在宇宙馬戲團廣告中以「贊助」記載。                                                 |
| 姿賽車隊 姿レーシングチーム           | 『光戰隊覆面人』中覆面人所屬的賽車隊，由覆面人的長官・姿三十郎經營。 在街頭的看板上出現。                                                           |
| 都立武藏野學園高中 都立武藏野學園高校 | 『高速戰隊渦輪連者』中渦輪連者及化名為「流星光」和「月影小夜子」的流亡暴魔·闇丸和流亡暴魔·霧香所就讀的學校。 同樣在宇宙馬戲團廣告中以「贊助」記載。 |
| GOLDEN GATE                           | 『鳥人戰隊噴射人』中黑禿鷹・結城凱喜歡去的酒吧。 同樣在宇宙馬戲團廣告中以「贊助」記載。                                                             |
| 大輪劍                                | 『五星戰隊大連者』中登場，大連者共通武器。 |
| 隱連者球 カクレンジャーボール         | 『忍者戰隊隱連者』中登場，隱連者的合體必殺技。 |
| 「芋長」的芋羊羹 芋長の芋羊羹         | 『激走戰隊車連者』中登場的日式糕點，是敵組織「宇宙暴走族爆走客」讓暴走族怪物巨大化的秘方。                                                          |
| 諸星學園高中 諸星學園高校             | 『電磁戰隊百萬連者』中百萬連者所就讀的學校。 同樣在宇宙馬戲團廣告中以「贊助」記載。                                                                 |
| 黑狼面具 闇狼の面                     | 『百獸戰隊牙吠連者』中大神月麿在古時用以打敗百鬼丸所使用的面具，但受到面具影響而變成狼鬼。                                                          |
| 薩卡胤 サーガイン                     | 『忍風戰隊破裏劍者』中宇宙忍群邪暗者的五之槍。 於Sagittarius Ark中以迷你娃娃的方式出現。                                                            |
| 恐龍屋咖哩 恐竜やカレー               | 『爆龍戰隊暴連者』中恐龍屋的外賣咖哩飯盒，而該店在本篇以後有好幾支戰隊的相關角色光顧過。                                                            |
| 高奇·古魯加 ドギー・クルーガー        | 『特搜戰隊刑事連者』中地球署的署長，刑事連者的頂頭司令，變身後為刑事先鋒。 混入觀看宇宙馬戲團的觀眾。                                               |
| 飛天掃把 スカイホーキー               | 『魔法戰隊魔法連者』中五色魔法連者所使用的個人座騎。                                                                                                |
| 秘寶箱 プレシャスボックス             | 『轟轟戰隊冒險者』中登場，冒險者回收秘寶所使用的保護箱。                                                                                            |
| 山貓拳· 夏傅 マスター・シャーフー     | 『獸拳戰隊激氣連者』中激氣連者的授業恩師。 混入觀看宇宙馬戲團的觀眾。                                                                               |
| 煤妖 ススコダマ                       | 『侍戰隊真劍者』中懸吊在三途河破船內的小妖怪們。 於Sagittarius Ark中出現。                                                                          |
| 微微蟲 ビービ虫                       | 『天裝戰隊護星者』中彗星之布雷多蘭所製造的毒蟲。 於Sagittarius Ark中出現。                                                                          |
| 納比 ナビィ                           | 『海賊戰隊豪快者』中登場的機械鸚鵡。 |
| 連者鑰匙寶箱 レンジャーキーボックス   | 『海賊戰隊豪快者』中用以存放所有連者鑰匙的寶箱。 |
| Enetower果汁罐 エネタワージュース     | 『特命戰隊Go Busters』中Buddyroid專用的果汁。 |
| 賢神·多林 賢神トリン                  | 『獸電戰隊強龍者』中強龍者者的作戰指揮官，初代強龍銀。 混入觀看宇宙馬戲團的觀眾。                                                                   |
| 券券 チケット                         | 『烈車戰隊特急者』中登場的腹語猴子。 |
| 信樂燒狸貓像 信楽焼の狸               | 『手裏劍戰隊忍忍者』中擺放在伊賀流忍術道場大廳內的狸貓像。                                                                                          |

## 演員
- 風切大和 / 獸王鷹（聲） / 獸王猩（聲） - 中尾暢樹
- 賽拉 （人類形態 / 獸人形態（聲））/ 獸王鯊（聲） - 柳美稀
- 雷歐（人類形態 / 獸人形態（聲）） / 獸王獅（聲） - 南羽翔平
- 塔斯克（人類形態 / 獸人形態（聲）） / 獸王象（聲） - 渡邉劍
- 亞姆（人類形態 / 獸人形態（聲）） / 獸王虎（聲） - 立石晴香
- 門藤操 / 獸王世界（聲） - 國島直希
- 森真理夫 - 寺島進
- 貝魯魯 - 笹野鈴鈴音
- 德米德魯（人類型態 / 怪人形態（聲）） - 吉村崇（平成野武士古武士）

### 配音演出
- 基尼斯 - 井上和彥
- 娜莉亞 - 壽美菜子

## 音樂
- 「動物戦隊ジュウオウジャー 」
  - 作詞：藤林聖子／作曲：高取秀明／編曲：籠島裕昌／演唱：高取秀明／合唱：Young Fresh（ヤング・フレッシュ）／演奏：Z旗

- 「レッツ! ジュウオウダンス 」
  - 作詞：藤林聖子／作曲、編曲：谷本貴義／歌：大西洋平／合唱：Young Fresh／音樂製作：Project.R／編舞：Papaya 鈴木（パパイヤ鈴木）

## 外部連結
- 劇場版 假面騎士Ghost 100個眼魂與Ghost命運的瞬間／動物戰隊獸王者 心跳不已 馬戲團恐慌！ （页面存档备份，存于）